# Vers la paix perpétuelle
 (septembre 2009).
Vers la paix perpétuelle (Titre original : Zum ewigen Frieden. Ein philosophischer Entwurf) est un essai philosophique d'Emmanuel Kant publié en 1795.
Reprenant une idée de Charles-Irénée Castel de Saint-Pierre dont était paru en 1713 le Projet de paix perpétuelle, Kant y formule un certain nombre de principes destinés à créer les conditions d’une « paix perpétuelle » (par opposition à une simple « cessation des hostilités » provisoire qui est la seule forme de paix possible tant que « l’état de nature » continue de régner entre les États). Il constitue les prémices de la théorie de la paix démocratique, et du courant idéaliste en théorie des relations internationales.

## L’œuvre

### Résumé
Dans cet ouvrage, Kant propose un programme en deux parties pour établir la paix entre les hommes.
La première partie (les « articles préliminaires ») comprend six mesures (les « conditions préliminaires à toute paix perpétuelle ») qui devraient être adoptées au plus vite :
1. Aucun traité de paix ne doit valoir comme tel, si on l'a conclu en se réservant tacitement matière à guerre future.
2. Nul État indépendant ne pourra être acquis par un autre État, par échange, héritage, achat ou donation.
3. Les armées permanentes doivent être supprimées avec le temps.
4. On ne doit point contracter de dettes publiques en vue des conflits extérieurs de l'État.
5. Aucun État ne doit s'immiscer de force dans la constitution et le gouvernement d'un autre État.
6. Aucun État, en guerre avec un autre ne doit se permettre des hostilités de nature à rendre impossible la confiance réciproque lors de la paix future.

La seconde partie (les « articles définitifs ») comprend quant à elle trois principes destinés à établir une paix définitive :
1. Dans tout État, la constitution civile doit être républicaine.
2. Le droit des gens doit être fondé sur un fédéralisme d'États libres.
3. Le droit cosmopolitique doit se restreindre aux conditions de l'hospitalité universelle.

À ce développement, Kant adjoint 4 textes :
1. Premier supplément : De la garantie de la paix perpétuelle.
2. Deuxième supplément : Article secret pour la paix perpétuelle ; Kant y demande que les philosophes soient consultés sur ces sujets
3. Appendice I : Du désaccord entre la morale et la politique relativement à la paix perpétuelle.
4. Appendice II : De l'accord de la politique et de la morale selon la notion transcendantale du droit public.

### Remarques générales
L'ouvrage est fréquemment associé à la théorie de la paix démocratique, mais diffère de son acception moderne à plusieurs égards. Kant parle d'États républicains et non démocratiques, qu'il définit comme ayant des gouvernements représentatifs ainsi qu'une séparation des pouvoirs. Il n'évoque pas la question du suffrage universel, aujourd'hui essentiel dans les démocraties modernes et central dans l’œuvre des penseurs modernes de la paix démocratique. En outre, Kant ne pense pas, au contraire des théoriciens de la paix démocratique, que le simple fait que les gouvernements soient de forme républicaine suffise à garantir la paix : pour mettre en œuvre son programme sont davantage nécessaires la liberté de circulation des personnes (hospitalité) et la création d'une ligue de nations.
S'il ne peut garantir que les républiques ne se feront jamais la guerre entre elles, il estime qu'il s'agit des formes de gouvernements les plus pacifiques.

## Postérité
Le retentissement de l'ouvrage de Kant fut immédiat et considérable dans toute l'Europe. Il influencera notamment la politique étrangère d'Alexandre Ier dont l'éducation avait été marquée par les idées libérales et qui sur les conseils de son ministre polonais Adam Jerzy Czartoryski s'efforcera de transformer la politique européenne en proposant de créer une ligue de « tous les États qui désireront réellement rester en paix ».